# Quebo
Quebo – miasto w południowej Gwinei Bissau; w regionie Tombali; 6195 mieszkańców (2006).
W okresie kolonizacji przez Portugalczyków otrzymała nazwę "Aldeia Formosa", większość mieszkańców pochodzi z ludu Balanta, część z ludu Fulbe i Mandinka.
W mieście znajdują się zakłady przemysłu spożywczego i włókienniczego.
W pobliżu miasta znajduje się port lotniczy Quebo.

## Sektor Quebo
Podstawą utrzymania mieszkańców jest rolnictwo, głównie na własne potrzeby. Poza tym uprawiane jest mango, sztucznie nawadniane uprawy ryżu oraz plantacje palm, z których tłoczony jest olej.
Sektor jest bardzo słabo rozwinięty, nikła sieć dróg ponadlokalnych, istniejące są w bardzo złym stanie
Siedziba sektora Quebo, cały sektor obejmuje 52 wioski, wiele z nich to małe osady plemienne (Tabancas), na czele których stoi wódź lub tzw. król społeczności. Do największych wsi w sektorze należą:
- Afia (560 mieszkańców)
- Colibuia (487 mieszkańców)
- Contabane (1087 mieszkańców)
- Cumbijã (507 mieszkańców)
- Gã Dembe (962 mieszkańców)
- Sintcha Sambel Saltinho (958 mieszkańców)